# Riverdance (Schiff)
Die Riverdance war ein RoRo-Schiff. Sie erlangte mediale Aufmerksamkeit, als sie 2008 nach einem Sturm vor dem englischen Cleveleys im Norden von Blackpool strandete und trotz mehrerer Versuche, sie wieder in Fahrt zu bringen, dort am Strand liegenblieb, bis sie am Havarieort abgewrackt wurde.

## Geschichte
Sie wurde 1977 als Mashala von der Rickmers-Werft in Bremerhaven für die Mashala Shipping Co. gebaut und im Mittelmeer eingesetzt. Seit 1996 war sie als Riverdance – zusammen mit ihrem Schwesterschiff Moondance – für die Seatruck Navigation Ltd. zwischen Warrenpoint in County Down, Nordirland, und Heysham, Lancashire, in der Irischen See im Einsatz.

## Havarie 2008
Am 31. Januar 2008 legte das Schiff am späten Vormittag von Warrenpoint an der Ostküste Nordirlands ab und nahm Kurs auf Heysham, einem Fährhafen in der Nähe von Lancaster. An Bord waren 19 Mann Besatzung und vier Passagiere. Die Fahrt über die Irische See verlief zunächst trotz der rauen See und des stürmischen Windes aus Westsüdwest ohne Probleme, auch nach der Zunahme des Windes auf 9 – 10 Bft führte das Schiff lediglich leichte, gleichmäßige Rollbewegungen von einigen Grad aus. Nach dem Passieren der 20-m-Tiefenlinie bei der Annäherung an die Küste wurde der Seegang stärker, auch das Rollen des Schiffes verstärkte sich. Gegen 18:30 Uhr UTC folgte eine erste Serie von zunehmenden Rollbewegungen, die sich schnell von 10° auf 25° steigerten, aber danach wieder abflauten. Bei einem Kontrollgang der Besatzung zur Prüfung der Verzurrung der auf dem Wetterdeck geladenen Trailer trat erneut ein starkes Rollen auf, bei dem das Schiff schließlich länger stark zur Backbordseite krängte. Die sich losreißenden und verrutschenden Trailer versperrten der Kontrollmannschaft zeitweise den Rückzug ins Deckshaus.
In der Not wurde entgegen dem geplanten Kurs im Bereich der Lune-Deep-Tonne gegen 19:25 Uhr UTC eine Wende nach Steuerbord eingeleitet, um den Bug in den Wind zu bekommen und somit die Situation zu entschärfen. Bei dieser Wende erreichte das Schiff eine Krängung von bis zu 50° nach Backbord. Nachdem das Schiff nach diesem Manöver erfolgreich im Wind lag, verringerte sich die Schlagseite auf 30 – 40°. Jedoch fiel kurz nach diesem Manöver einer der beiden Hauptdieselmotoren aufgrund mangelnden Öldrucks aus, so dass der Kurs in den Wind mit dem verbleibenden Motor alleine nicht gehalten werden konnte. Die Riverdance fiel nach Backbord ab und kam in eine Position, bei der sie seitlich voll dem Sturm und Wellengang ausgesetzt war. Um 19:41 Uhr verständigte der Kapitän die Küstenwachstation Liverpool, dass sich das Schiff in ernstlichen Schwierigkeiten befindet, um 19:56 Uhr UTC wurde Mayday gefunkt. Nach 21:00 Uhr begann der mittlerweile eingetroffene Rettungshubschrauber unter schwierigsten Wetterbedingungen mit der Windenbergung der vier Passagiere und von vier nicht mehr zwingend benötigten Besatzungsmitgliedern.

### Erstes Auflaufen

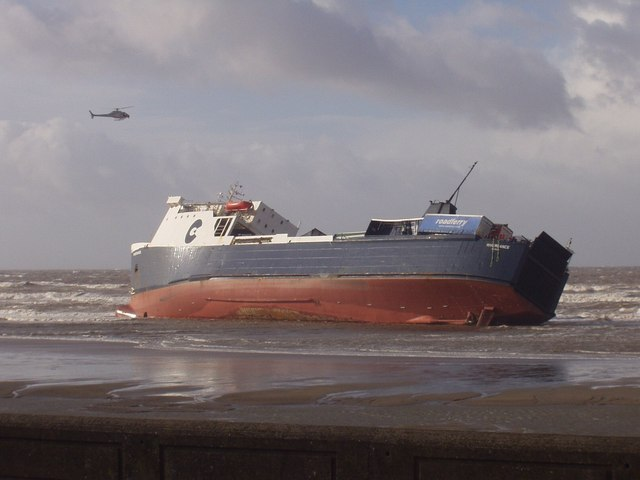
Die gestrandete Riverdance vor Cleveleys, Situation am 1. Februar 2008

Während der Vorbereitungen zum Evakuieren des Schiffes gelang, die Trimm- und Ballastwasserpumpen wieder in Gang zu bringen. So konnte während des Ausfliegens der ersten acht Personen die Schlagseite auf 20° verringert werden. Durch die verringerte Schlagseite entspannte sich die Situation etwas. Das mittlerweile in seichtere Gewässer abgetriebene Schiff bekam Grundkontakt und blieb während der zweiten Helikopterrettung um 22:48 Uhr im rechten Winkel zur Küste auf dem Sandstrand vor der Strandpromenade von Cleveleys, einer Ortschaft circa 6 km nördlich von Blackpool, bei 53° 52′ 23,5″ N, 3° 3′ 8,6″ W liegen. Das Schiff folgte noch den Wellenbewegungen, die Schlagseite reduzierte sich auf 5 – 10° nach Backbord. Um 23.09 Uhr wurden weitere sechs Besatzungsmitglieder von einem zweiten Rettungshubschrauber ausgeflogen. Es verblieb eine Rumpfmannschaft von neun Freiwilligen an Bord. Mit ablaufendem Wasser stabilisierte sich das Schiff vorerst auf der Sandbank.

### Endgültiges Stranden
Während des stabilen Festliegens auf der Sandbank bei Niedrigwasser wurden Vorbereitungen getroffen, das Schiff bei auflaufendem Wasser wieder freizufahren. Dazu wurden Trimm- und Ballastkorrekturen vorgenommen, diese konnten aber nur in grober Abschätzung erfolgen, da eine exakte Peilung der Wasserstände in den Ballasttanks nur vom Hauptdeck aus möglich gewesen wäre. Dieses war jedoch wegen der verrutschten Fahrzeuge nicht zugänglich. Auch die beiden Hauptdiesel wurden zum Start vorbereitet. Es wurde beabsichtigt, da keine geeigneten Schlepper verfügbar waren, mit eigener Kraft und dem Einsatz des Bugstrahlers wieder in offenes Wasser zu manövrieren, sobald der Wasserstand steigen und das Schiff aufschwimmen würde. Gegen 1:12 Uhr am Folgetag, dem 1. Februar 2008, begann das Schiff, sich stampfend vom Grund zu lösen. Es herrschte immer noch Windstärke 10. Beide Hauptdiesel konnten gestartet werden. Die Freifahrversuche führten jedoch dazu, dass das Schiff noch weiter auf den Strand in Richtung Ufer geschoben und schließlich parallel zum Ufer gedreht wurde. Um 3:40 Uhr lag die Riverdance mit dem Bug in südlicher Richtung längs zur Uferlinie und rollte stark unter der seitlich anbrandenden See. Die Hauptmaschinen wurden gestoppt und weitere Versuche bis zum Tidehochwasser um 6:00 Uhr verschoben. Jedoch begann das Schiff durch die seitlichen Wellenschläge stark nach Steuerbord zu rollen, kippte und blieb in einer Schräglage von 30° im tidenbeeinflussten Strandbereich liegen. Da die Seewassereinlässe für die Motorkühlung nun oberhalb der Wasserlinie lagen, fielen die Hilfsdiesel für die Stromversorgung aus, was weitere Freifahrversuche aussichtslos werden ließ. Nach einem weiteren Mayday erschien der Rettungshelikopter wieder, der am Blackpool Airport in Bereitschaft stand. Um 5:16 Uhr war die Evakuierung ohne Verlust von Menschenleben abgeschlossen.

### Bergungsversuche und Abbruch

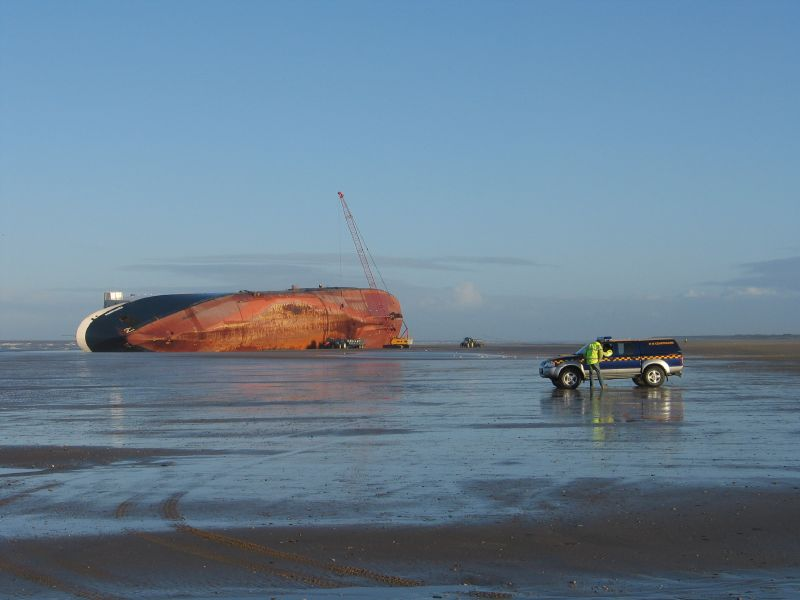
Die Situation Ende Februar 2008, vollständig gekentert

Nach der Strandung wurde ein Bergungskontrakt mit der Bergungsreederei Smit Internationale mit dem Ziel getroffen, das Fahrzeug vom Strand zu entfernen und wieder in Fahrt zu bringen. Zunächst wurden die Brennstofftanks angebohrt und das Bunkeröl abgesaugt und andere umweltgefährdende Stoffe entfernt. Durch die Lage im Tidenbereich war das Schiff jedoch in den Folgewochen mehreren Stürmen ausgesetzt, was zu weiteren Beschädigungen und Wassereinbrüchen führte. Zudem nahm durch den Brandungseinfluss die Schlagseite zu, da das Schiff einseitig im Sand versank, bis schließlich eine Seitenlage von über 100° erreicht wurde. Da das Aufrichten und eine Wiederinbetriebnahme zu diesem Zeitpunkt nicht mehr möglich erschien, wurde beschlossen, das Schiff an Ort und Stelle zu zerlegen. Die Abbrucharbeiten wurden in den Phasen, in denen das Schiff auf dem Trockenen lag, durchgeführt, und im Oktober 2008 abgeschlossen. Es kam zu keiner Umweltverschmutzung.
In den Monaten, in denen das Schiff auf dem Strand lag, entwickelte sich die Szenerie zu einer temporären Sehenswürdigkeit des Katastrophentourismus. Für den Zeitraum Februar bis April 2008 wurde die Anzahl der Schaulustigen auf über 100.000 geschätzt. Der Andrang führte zu Verkehrsstaus und Parkplatzproblemen auf den Straßen im Umfeld der Promenade.

### Ursachenermittlung
Der Untersuchungsbericht Report on the investigation into the grounding, and subsequent loss, of the ro-ro cargo vessel Riverdance 18/2009 der britischen Untersuchungsbehörde Marine Accident Investigation Branch (MAIB) geht von mehreren Ursachen für die unkontrollierbare Schlagseite aus, die letztlich das Stranden und den Verlust des Schiffs zur Folge hatte. Ein Hauptpunkt waren die von achtern auflaufenden hohen und steilen Wellen, die etwas schneller als das Schiff liefen und zu einem Verlust der Stabilität („Wellenreiten“) führten; dieser periodische Stabilitätsverlust wiederum löste die starken, progressiven Rollschwingungen aus. Durch eine relativ niedrige Stabilitätsmarge des Schiffs richtete es sich nach einem solchen Rollen nicht mehr vollständig auf. Vor dem Ablegen wurden die vorhandenen Möglichkeiten des Trimmens und Ballastens nicht vollständig ausgenutzt, um angesichts des zu erwartenden schlechten Wetters mehr Stabilität zu erlangen. Hinzu kamen Verschiebungen von Ladegut innerhalb der Sattelauflieger, während die Verzurrungen der Fahrzeuge mit dem Deck selbst größtenteils intakt blieben, sowie durch ungesicherte Öffnungen eindringendes Seewasser und eine Fehlbedienung der Trimmtank-Armaturen. Spekulationen über eine einzelne Monsterwelle als Unglücksauslöser („Freak Wave“) wurde von der Untersuchungskommission nicht bestätigt, da die beobachtete Wellenhöhe von sieben Metern am Unglücksort je nach Wind- und Tidensituation nicht außergewöhnlich ist.